# Sophia Smith
Sophia Smith (20 de setembro de 1977) é uma ex-futebolista grega que atuava como meia.

## Carreira
Sophia Smith representou a Seleção Grega de Futebol Feminino, nas Olimpíadas de 2004. 